# Маній Сергій Фіденат
Ма́ній Се́ргій Фідена́т (лат. Manius Sergius Fidenas; V століття до н. е.) — політик, державний і військовий діяч Римської республіки, військовий трибун з консульською владою (консулярний трибун) 404 і 402 років до н. е.

## Біографічні відомості
Походив з патриціанського роду Сергіїв. Про батьків, молоді роки його згадок у джерелах немає. 

### Перша трибунська каденція
404 року до н. е. його було вперше обрано військовим трибуном з консульською владою разом з Гнеєм Корнелієм Коссом, Гаєм Валерієм Потітом Волузом, Цезоном Фабієм Амбустом, Публієм Корнелієм Малугіненом і Спурієм Навцієм Рутілом. Цього року римське військо розбило вольсків, взяло місто Артена.

### Друга трибунська каденція
402 року до н. е. його було вдруге обрано військовим трибуном з консульською владою разом з Луцієм Вергінієм Трікостом Есквіліном, Гаєм Сервілієм Структом Агалою, Квінтом Сульпіцієм Камеріном Корнутом і Авлом Манлієм Вульсоном Капітоліном. Того року Римська республіка вела війни проти міста Вейї та його союзників. У Манія Сергія виникли вкрай напружені стосунки з Луцієм Вергінієм, який командував головними силами римлян. Тому, коли союзники Вейї несподівано напали на загін Манія Сергія, той не став просити Луція Вергінія про допомогу, а Вергіній у свою чергу не став допомагати, виправдовуючись відсутністю такого прохання. Розбитий Маній Сергій із залишками своїх військ втік до Риму і там у всьому звинуватив Вергінія. Того викликали до Риму, і справу цих двох трибунів заслухали в сенаті, причому обидва відкрито в обличчя ображали один одного. Сенат ухвалив рішення про дострокове складення повноважень з усіх військових трибунів того року. Вергіній і Сергій погодилися з цим тільки під загрозою арешту. Згодом обидва вони були притягнуті до суду народними трибунами і засуджені до штрафу в 10 тисяч важких асів з кожного.
Про подальшу долю Манія Сергія згадок немає.

## Родина
Ймовірно його сином був Луцій Сергій Фіденат, військовий трибун з консульською владою 397 року до н. е.